# Knud Aage Monrad-Hansen
Knud Aage Monrad-Hansen (ur. 3 listopada 1885 w Vejle, zm. 17 września 1976) – duński dyplomata, ambasador.

## Życiorys
Był synem dyrektora banku. Studiował prawo w Elsynorze i w 1909 uzyskał tytuł magistra. W 1910 został mianowany asystentem w Ministerstwie Sprawiedliwości. W tym samym roku przeniósł się do Ministerstwa Spraw Zagranicznych. W latach 1912–1914 pełnił funkcję sekretarza konsularnego w Nowym Jorku. Po powrocie do Danii został mianowany pełnomocnikiem MSZ. W 1919 był sekretarzem poselstwa i konsulem w Kristianii. W 1920 został sekretarze poselstwa z czasową służbą w MSZ, w 1921 został mianowany radnym poselskim i szefem Biura Administracji MSZ (od 1922 Departamentu Prawnego). Od 1925 był wysłannikiem w Buenos Aires i Montevideo, od 1936 także w Santiago de Chile i kilkukrotnie wysłannikiem w misji specjalnej w La Paz. W 1939–1940 był wysłannikiem Danii do Hagi, w 1941 do Madrytu.
Po II wojnie światowej, w latach 1945–1947, był posłem nadzwyczajnym i ministrem pełnomocnym Królestwa Danii w Polsce, w 1947 w Moskwie. W latach 1950–1956 był ambasadorem nadzwyczajnym i pełnomocnym w Sztokholmie.

## Ordery i odznaczenia
- Krzyż Wielki Orderu Danebroga (Dania)[3]
- Krzyż Komandorski z Gwiazdą Orderu Odrodzenia Polski (12 września 1947)[4]
- Krzyż Komandorski Orderu Oranje-Nassau (Królestwo Niderlandów)[5]
- Order Sokoła Islandzkiego (Islandia)
- Order Gwiazdy Polarnej (Szwecja)[6]
- Order Legii Honorowej (Francja)[3]
- Order św. Anny (Imperium Rosyjskie)[3]